# 戴文军
戴文军(1968年—)是一位中国企业家，中国食品公司绝味食品董事长。

## 生平
1968年出生于武汉，2000年进入株洲千金药业担任医药代表，后升任市场部总监。2006年创建绝味食品，后毕业于长江商学院。2017年绝味鸭脖在上海证券交易所挂牌上市。

## 财富
《福布斯》发布2019福布斯中国400富豪榜，排名第366位，资产达到76.4亿人民币。